# 藤沢市民病院
藤沢市民病院（ふじさわしみんびょういん）は、神奈川県藤沢市にある医療機関。藤沢市病院事業に係る公営企業の設置等に関する条例（昭和46年3月26日条例第33号）に基づき藤沢市が設置する市営の病院である。神奈川県災害医療拠点病院、地域医療支援病院であり、藤沢市・茅ヶ崎市・寒川町で構成される湘南東部保健医療圏（二次医療圏）の基幹病院の一つである。

## 沿革
- 1971年（昭和46年）10月1日 藤沢市民病院開設　病床数　一般300床　伝染病30床
- 1971年（昭和46年）12月 救急告示病院の承認
- 1975年（昭和50年） 3月 臨床研修指定病院の指定
- 1989年（平成元年） 3月 西館完成　病床数　一般400床　伝染病30床
- 1991年（平成3年）  4月 東館改修　病床数　一般500床　伝染病30床
- 1998年（平成10年） 3月 神奈川県より災害拠点病院として指定される
- 1999年（平成11年） 4月 第二種感染症指定医療機関として指定（感染症病床 6床）
- 2000年（平成12年） 3月 外来棟増築工事完成
- 2000年（平成12年） 4月21日 地域医療支援病院として承認取得。[注釈 1]。
- 2003年（平成15年） 4月 小児救急医療拠点病院の指定
- 2005年（平成17年） 1月17日 地域がん診療拠点病院の指定
- 2005年（平成17年） 3月 ISO14001認証を取得
- 2006年（平成18年） 6月 （財）日本医療機能評価機構認定（Ver.5.0）を取得
- 2006年（平成18年）12月1日 救命救急センター（30床）の開設
- 2007年（平成19年） 1月 地域がん診療連携拠点病院の指定更新
- 2008年（平成20年） 4月 DPC対象病院承認
- 2010年（平成22年） 4月 藤沢市民病院再整備事業・経営検討委員会を設置
- 2018年（平成30年）
  - 6月25日　神奈中バス「藤沢市民病院」バス停が敷地内に移設される[2]
  - 7月21日　再整備事業竣工式が開催される[3]

## 診療科
- 循環器科
- 呼吸器科
- 消化器内科
- 腎臓科
- 神経内科
- 糖尿病・内分泌内科
- 血液膠原病科
- 消化器外科・専門外科
- 呼吸器外科
- 心臓血管外科
- 脳神経外科
- 整形外科
- 形成外科
- 精神神経科
- 皮膚科
- 泌尿器科
- 産婦人科
- 眼科
- 耳鼻咽喉科
- リハビリテーション科
- 放射線科
- 画像診断科
- 病理診断科
- 歯科口腔外科
- 麻酔科
- 緩和ケア科
- 救命救急センター
- こども診療センター

## 医療機関の指定等
- 保険医療機関
- 救急告示医療機関
- 労災保険指定医療機関
- 指定自立支援医療機関（更生医療・育成医療・精神通院医療）
- 身体障害者福祉法指定医の配置されている医療機関
- 生活保護法指定医療機関
- 結核指定医療機関
- 指定養育医療機関
- 戦傷病者特別援護法指定医療機関
- 原子爆弾被爆者医療指定医療機関
- 原子爆弾被爆者一般疾病医療取扱医療機関
- 第二種感染症指定医療機関
- 公害医療機関
- 母体保護法指定医の配置されている医療機関
- 地域医療支援病院
- 災害拠点病院
- 小児救急医療拠点病院
- 救命救急センター
- 臨床研修指定病院
- がん診療連携拠点病院
- 特定疾患治療研究事業委託医療機関
- DPC対象病院
- 指定療育機関
- 小児慢性特定疾患治療研究事業委託医療機関
- 地域周産期母子医療センター

## 交通アクセス
- 小田急江ノ島線藤沢本町駅下車、徒歩10分。
- JR東日本藤沢駅北口より神奈中バスで市民病院前下車、徒歩1分。または本町消防出張所下車、徒歩3分。